# Sal Vulcano
Salvatore Edward Anthony Vulcano (nacido el 6 de noviembre de 1976) es un comediante, actor y productor estadounidense, principalmente de improvisación y stand-up del distrito de Staten Island en la ciudad de Nueva York. Es miembro de Los Tenderloins, una compañía de comedia compuesta por él mismo, James Murray, Brian Quinn y anteriormente Joe Gatto. Junto con los otros miembros de Los Tenderloins, protagoniza la serie de televisión Impractical Jokers, que se emitió por primera vez el 15 de diciembre de 2011 en TruTV.

## Primeros años
Vulcano nació en Staten Island y es de ascendencia italiana, cubana y puertorriqueña. Asistió a la Monsignor Farrell High School, junto con Gatto, Murray y Quinn, era miembro del Club de Improvisación de su escuela secundaria, ya que lo veían como una forma de expresarse y conocer chicas. Recibió su título universitario de la Universidad de St. John en 1998.

## Carrera

### Carrera temprana
Después de estar separados durante años, Murray, Gatto y Vulcano se reunieron después de graduarse de la universidad y comenzaron a practicar la improvisación en la casa de Gatto, luego de gira como una compañía de comedia de improvisación y sketches en 1999, llamándose a sí mismos Los Tenderloins .
Los Tenderloins comenzaron a producir sketches de comedia juntos, publicándolos en YouTube, MySpace y Metacafe, acumulando millones de visitas en línea. En 2007, la compañía ganó el gran premio de $ 100,000 en la competencia It's Your Show de NBC por el sketch "Time Thugs".

### Impractical Jokers y otros programas de televisión
Impractical Jokers se estrenó el 15 de diciembre de 2011 en TruTV, que fue visto por más de 32 millones de espectadores en su primera temporada. El programa se ha convertido en la serie más popular de TruTV y ha llevado a Vulcano al ojo público. En noviembre de 2021, Sal era el bromista más castigado de la historia del programa.
En 2019, Vulcano, junto con los otros miembros de Los Tenderloins, protagonizó Índice de Miseria, que es presentado por Jameela Jamil y está basado en el juego de cartas de Andy Breckman "Shit Happens". La serie se renovó por una tercera temporada.
En febrero de 2021, como resultado de un castigo en el programa, Vulcano pasó a llamarse Prince Herb durante el resto de la temporada del programa, así como en todas sus apariciones en los medios. El episodio de castigo se emitió el 29 de abril de 2021.

### What Say You?
What Say You? (En español, "¿Qué dice tu?" es un podcast ocasional presentado por Vulcano y Quinn. Fue nombrado "Mejor Nuevo Programa" en los Premios Stitcher 2013. La creciente popularidad de What Say You provocó una competencia amistosa entre los amigos, lo que llevó a Gatto y Murray a lanzar su propio podcast Tenderloins sin los otros dos miembros. En 2015, What Say You? fue nominado para los premios de comedia, entretenimiento y podcast a la mejor producción en la décima edición de los premios anuales de podcast. Han declarado que el podcast es su propio proyecto paralelo, no un reemplazo de The Tenderloins Podcast. El grupo explicó que era difícil coordinar los horarios de los cuatro miembros fuera del trabajo, lo que dificultaba producir el podcast oficial de su grupo con regularidad.

## Vida personal
Vulcano sufre de germofobia, acrofobia, y ailurofobia. En un episodio de Impractical Jokers, afirmó que fue atropellado por un automóvil a la edad de cuatro años. Vulcano tiene dos tatuajes de Jaden Smith en su muslo izquierdo como resultado de un castigo en el programa. En Impractical Jokers: The Movie, Vulcano reveló un tatuaje actualizado de Jaden Smith que fue tatuado en el muslo derecho de Vulcano.
Es un ministro ordenado, Vulcano ofició la boda de Joe Gatto, miembro de Los Tenderloins.